# La Hara
La Hara est un tableau peint par Jean-Michel Basquiat en 1981. L'œuvre représente un agent de police de forte carrure contrastant avec un fond rouge. Une variété de mots et de motifs figurent sur la partie supérieure du tableau.  
L'œuvre a été vendue pour la somme de 35 millions de dollars par le biais de Christie's en Mai 2017.  